# Jip en Janneke
Onder de titel Jip en Janneke schreef Annie M.G. Schmidt in de jaren 1950 een groot aantal korte kinderverhalen, die als wekelijkse afleveringen verschenen in het dagblad Het Parool.

## De verhaaltjes
Op 13 september 1952 publiceerde Het Parool het eerste Jip-en-Jannekeverhaal, waarin Janneke het nieuwe buurmeisje is van Jip. Elk Jip-en-Jannekeverhaal werd door Schmidt in luttele minuten geschreven in het rumoerige redactielokaal van Het Parool. Het laatste verhaal verscheen op 7 september 1957.
De verhaaltjes gaan over het dagelijks leven van twee buurkinderen, Jip en Janneke. De hond Takkie en de poes Siepie zijn de belangrijke nevenfiguren. Veel van de verhaaltjes spelen zich af in of rond het huis van een van de twee kinderen. De ouders van Jip en Janneke komen er vaak in voor, in het bijzonder de moeder van Jip. Ook andere familieleden van Jip en Janneke duiken soms op.

## Inspiratiebronnen
Sommige belevenissen van Jip en Janneke zijn gebaseerd op dingen die Schmidts zoontje Flip en diens buurmeisje daadwerkelijk samen meemaakten.
De verhaaltjes vertonen enige gelijkenis met Ot en Sien. Zelf verklaarde Schmidt eens in een interview dat ze zich bij het schrijven van de Jip en Janneke-verhalen onbewust door deze oudere kinderboekenserie had laten inspireren.

## In boekvorm
Het eerste bundeltje met Jip-en-Jannekeverhalen verscheen in 1953 bij De Arbeiderspers. Tot 1960 werden in totaal acht boekjes uitgebracht. In de loop der jaren verschenen er tevens vertalingen in het Pools ("Julek i Julka"), Duits (Heiner und Hanni en Julia und Alexander), Engels (Mick and Mandy, Bob and Jilly of Jim and Jennifer), Spaans (Mila y Yaco), Russisch (Sasja i Masja - Саша и Маша), Hebreeuws (Yip we-Yaneqe), Indonesisch (Tono dan Tini), Estisch (Jip ja Janneke), Twents (Jipke en Jannöaken), Mandarijn (“乙乙和丫丫” － “Yíyǐ hé Yāyā”), Latijn (Jippus et Jannica) en Litouws (Jipas ir Janikė).
In 2008 kwam de huidige Nederlandse uitgever, Querido, zelf met een nieuwe Engelse vertaling onder de titel Jip and Janneke. In 2009 werden de verhaaltjes vertaald in het Farsi, maar noch de vertaalster noch de uitgever in Teheran had een licentiecontract met de rechthebbende uitgeverij Querido afgesloten. Niettemin werden 2000 exemplaren gedrukt; de Nederlandse ambassade kocht 500 stuks om uit te delen ter gelegenheid van de opening van de nieuwe locatie van de ambassade in Teheran.

### Bundels
- Jip en Jan-ne-ke (1953, De Arbeiderspers)
- De groe-ten van Jip en Jan-ne-ke (1954, De Arbeiderspers)
- Hop maar Jip en Jan-ne-ke (1955, De Arbeiderspers)
- Daar gaan Jip en Jan-ne-ke (1956, De Arbeiderspers)
- Een zoen-tje van Jip en Jan-ne-ke (1957, De Arbeiderspers)
- Goed zo, Jip en Jan-ne-ke (1958, De Arbeiderspers)
- Pas op, Jip en Jan-ne-ke (1959, De Arbeiderspers)
- E-ven-tjes la-chen, Jip en Jan-ne-ke (1960, De Arbeiderspers)
- Jip en Janneke. Eerste boek (1963, De Arbeiderspers)
- Jip en Janneke. Tweede boek (1964, De Arbeiderspers)
- Jip en Janneke. Derde boek (1964, De Arbeiderspers)
- Jip en Janneke. Vierde boek (1964, De Arbeiderspers)
- Jip en Janneke. Vijfde boek (1965, De Arbeiderspers)

## Illustraties
De verhaaltjes werden geïllustreerd door een andere vaste Paroolmedewerkster, Fiep Westendorp, die ook veel andere verhalen van Annie M.G. Schmidt van illustraties heeft voorzien.
De illustraties van Westendorp waren volgens de Britse uitgever niet geschikt voor de Engelse markt. Om de plaatjes ook met de eenvoudige druktechniek van een krant goed te laten ogen, had Westendorp ervoor gekozen om Jip en Janneke steevast als zwarte silhouetten weer te geven. Dit werkte volgens de Britten echter discriminatie in de hand, aangezien Jip en Janneke er op deze manier uitzagen als zwarte kinderen. In het Verenigd Koninkrijk werden daarom andere illustraties gebruikt bij de vertaling Bob and Jilly. In 2013 bracht Querido echter zelf Jip en Janneke in het Engels uit voor de Engelstalige markt in Nederland, waarbij de originele tekeningen van Fiep Westendorp alsnog werden gebruikt. In deze boeken behielden Jip and Janneke ook hun eigen naam, hoewel voor de overige personages in de boeken wel andere, meer Engels klinkende namen werden gebruikt.

## Erfenis
Met het verschijnen van het laatste verhaaltje in 1957 was de geschiedenis van Jip en Janneke niet ten einde. In de jaren zeventig voorzag Fiep Westendorp voor het tijdschrift Bobo alle verhaaltjes van nieuwe tekeningen. Hoewel het hier kleurenillustraties betrof, bleven Jip en Janneke zelf zwart-witfiguurtjes, waardoor het oorspronkelijke karakter van de plaatjes gehandhaafd bleef.
Behalve de boekjes zijn er nog talrijke andere Jip-en-Jannekeproducten in de handel gebracht. Het startsein voor deze merchandising werd al in 1959 gegeven toen de firma Dehnert & Jansen Jip-en-Jannekegordijnen op de markt bracht. Het assortiment is in de loop der jaren uitgebreid met legpuzzels, pyjama's, melkbekers, tandenborstels, kinderstoeltjes, lunchtrommels enz. Het meeste hiervan is alleen bij de HEMA te koop.
Op 10 oktober 1992 werd in Zaltbommel een beeld van Jip en Janneke (en Takkie) onthuld door Annie M.G. Schmidt en Fiep Westendorp, die in Zaltbommel geboren is. Het beeld is gemaakt door Ton Koops.
Na het overlijden van Westendorp in 2004 zijn haar tekenkamer en meubels aan het Stadskasteel Zaltbommel geschonken, alwaar een vaste expositie over haar leven en werk is.

## Jip-en-janneketaal
Vanwege de eenvoud van de taal in de Jip en Janneke-verhaaltjes werd jip-en-janneketaal in het Nederlands in de jaren negentig een algemene aanduiding voor heldere en makkelijke taal bij de overheid en het bedrijfsleven. Voor zover bekend is de geestelijk vader van de term jip-en-janneketaal Peter Zuijdgeest, die eind jaren tachtig voorlichter was bij de gemeente Voorburg. Voor zijn trainingen Begrijpelijk Schrijven voor ambtenaren maakte hij een affiche met de tekst 'Burgemeester Eenhoorn schrijft begrijpelijk. Vindt hij. Maar begrijpelijk voor wie? Jip en Janneke of Einstein?'.
De term kreeg grotere bekendheid in 2002. De door Zuijdgeest genoemde Bas Eenhoorn, destijds voorzitter van de VVD, hanteerde hem dat jaar in de aanloop naar de verkiezingen in de Tweede Kamer. Hij raadde VVD-lijsttrekker Hans Dijkstal aan om meer klare taal te gebruiken. Politieke tegenstanders van de VVD gebruikten Eenhoorns woordkeus vervolgens om te suggereren dat de VVD het electoraat als kleine kinderen zou beschouwen. De uitdrukking jip-en-janneketaal wordt sindsdien zowel in positieve als in negatieve zin gebruikt voor eenvoudig taalgebruik door politici en andere volwassenen.
Ook de streepjes tussen de lettergrepen die in sommige edities van de Jip-en-Jannekeverhalen werden gebruikt om ze voor kinderen eenvoudiger leesbaar te maken, hebben een bredere betekenis gekregen. De Taalkalender gebruikte ooit het woord Jip-en-Jannekestreepjes voor overbodige streepjes tussen de leden van lange samenstellingen.

## Varia
- Bijna alle Jip-en-Janneke-verhaaltjes zijn in de tegenwoordige tijd geschreven, alleen het allereerste verhaal is in de verleden tijd.
- Kindertaal speelt een belangrijke rol in de verhalen. Jip en Janneke maken veel taalfouten die ook in werkelijkheid typisch zijn voor kinderen die hun moedertaal nog net niet volledig onder de knie hebben. Het verhaal Ruspen vangen is door Jan Stroop als voorbeeld aangehaald bij het beschrijven van taalverwerving en -verandering en van hypercorrectie.[10]
- De uitdrukking De zomer is dood (voor "de zomer is voorbij") is vooral bekend dankzij een Jip en Janneke-verhaal.
- Latinist Harm-Jan van Dam vertaalde (in eerste instantie) achttien van de verhaaltjes in het Latijn. Deze vertalingen werden in 2000 gebundeld uitgegeven in een boekje met de titel Jippus et Jannica. Er verscheen in 2017 een tweede editie van deze titel met daarin drie extra verhalen, eveneens vertaald door Van Dam. Bovendien is deze uitgave tweetalig; naast de Latijnse versies staan dezelfde verhaaltjes er in het Nederlands naast.
- Voor veel buitenlanders en immigranten zijn de verhaaltjes van Jip en Janneke een dankbaar hulpmiddel geweest bij hun verwerving van de Nederlandse taal.